# Glenmont (Ohio)
Pour les articles homonymes, voir Glenmont.
Glenmont est un village américain situé dans le comté de Holmes, dans l'Ohio. Selon le recensement de 2010, sa population est de 272 habitants.